# مزيج (جيولوجيا)

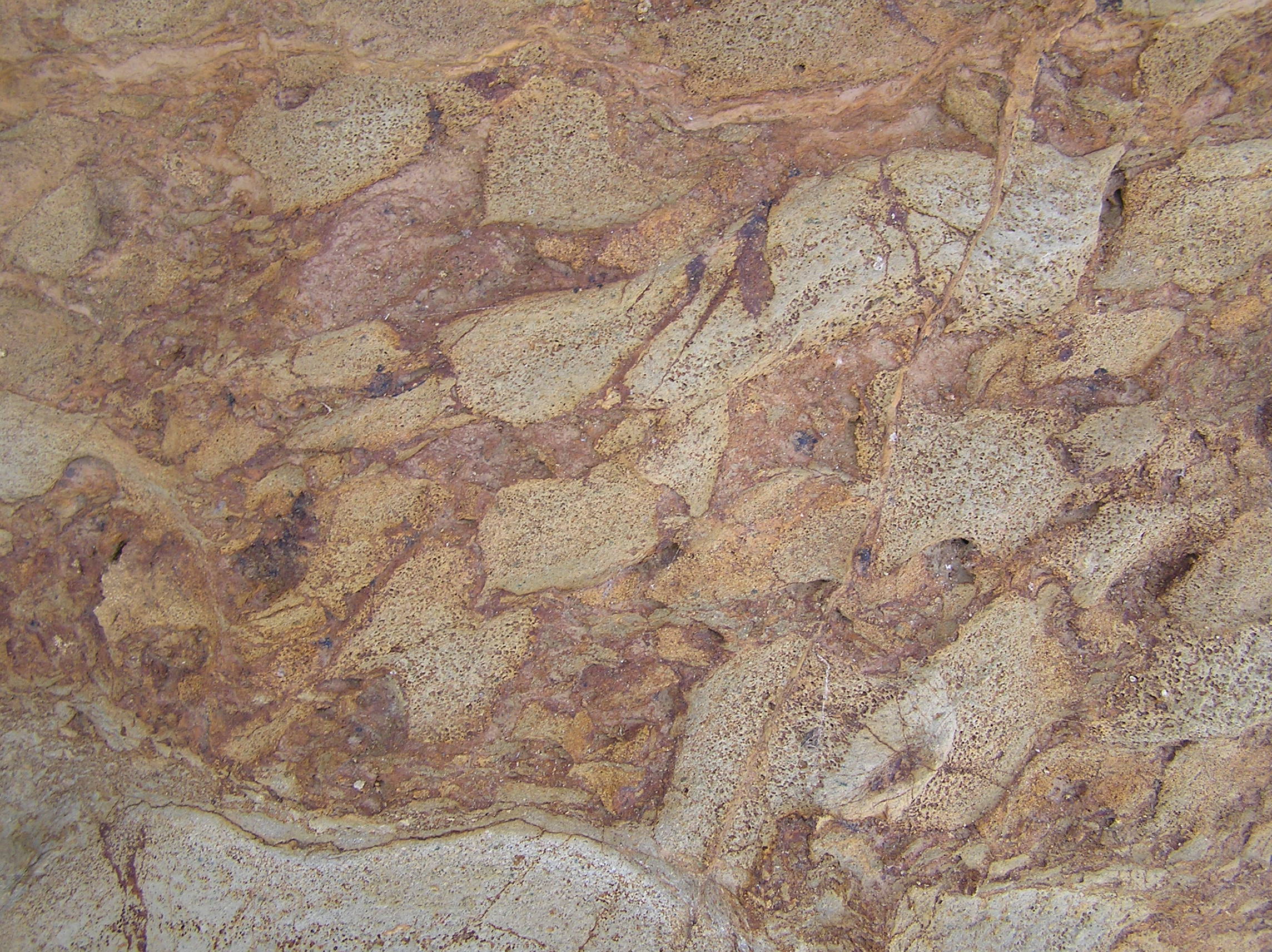
مزيج في ناروما، أستراليا.

في الجيولوجيا، المزيج أو الخليط (بالإنجليزية: Mélange)، هي هيكلة صخرية، تتكون من كتل كبيرة من الصخور المختلفة المختلطة. يتكون المزيج عادة من خليط من كتل كبيرة من الليثولوجيا المتنوعة. يمكن لكل من العمليات التكتونية والرسوبية أن تشكل المزيج.
ترتبط أحداث المزيج بتضاريس الدفع المعطلة في الأحزمة العضوية. يتم تشكيله في الإسفين التراكمي فوق منطقة الاندساس. وقد يحدث صور أصغر للمزيج في مناطق القص أو الصدع، حيث تم تعطيل الصخور المتماسكة وخلطها قوى القص.
مصطلح mélange في اللغة الإنجليزية هو كلمة مستعارة من الفرنسية، تستخدم لتعني مزيجًا من المكونات المتباينة. اشتقاقها يشبه mêlée (مناوشة).